# جان بیشاپ
جان بیشاپ (انگلیسی: John Bishop؛ زادهٔ ۳۰ نوامبر ۱۹۶۶) کمدین و بازیگر اهل بریتانیا است. وی از سال ۲۰۰۲ میلادی تاکنون مشغول فعالیت بوده‌است.
از فیلم‌ها یا برنامه‌های تلویزیونی که وی در آن نقش داشته‌است، می‌توان به مسیر ایرلندی و اسکینز اشاره کرد.
از باشگاه‌هایی که در آن بازی کرده‌است می‌توان به باشگاه فوتبال ساوتپورت و باشگاه فوتبال هاید اشاره کرد.